# Automuseum Nettelstedt

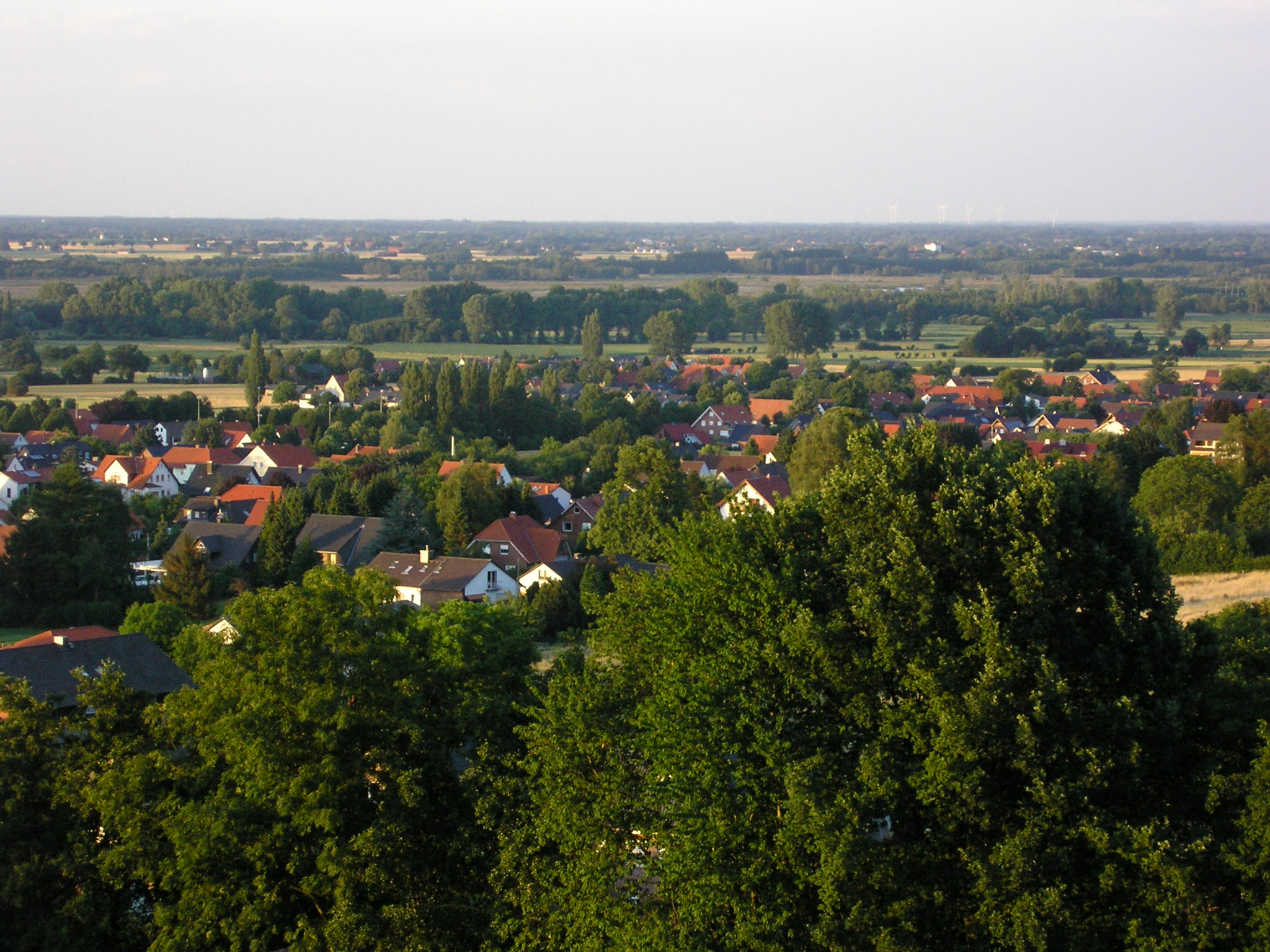
Die Umgebung des Automuseums Nettelstedt – Blick vom Wiehengebirge über einen Teil Nettelstedts Richtung Torfmoor

Das Automuseum Nettelstedt war eine große private Schausammlung von Automobilen. Sie bestand in den späten 1960er-Jahren bis November 1972; Ursprünge reichen unter anderer Führung möglicherweise bis in die späten 1950er-Jahre zurück. Beheimatet war das Museum in Nettelstedt, einer Gemeinde in Ostwestfalen, die 1973 in die Stadt Lübbecke im Kreis Minden-Lübbecke eingemeindet wurde. Die maßgeblichen Initiatoren waren der Textil-Fabrikant, Automobilsammler und Fachbuch-Autor Uwe Hucke (1939–2002) und seine Ehefrau Monika. Mehrfach wurde die Einrichtung als „das größte deutsche Automuseum“ seiner Zeit bezeichnet.

## Museumsgeschichte

### Der Museumsbetrieb
Für 1970 ist die Adresse „Automuseum Nettelstedt, Rietkampstraße, D–4991 Nettelstedt“ überliefert (heute D–32312 Lübbecke). Zu dieser Zeit stand es Besuchern sieben Tage in der Woche für jeweils acht Stunden, samstags und sonntags sogar je neun Stunden offen. Die Sammlung umfasste beinahe einhundert Automobile und war damals nach eigenen Angaben die größte in Deutschland. Ein Schwerpunkt lag auf den Anfängen der Motorisierung Ende des 19. Jahrhunderts. Auf Ansichtskarten, die das Museum herausgab, findet sich mitunter die ergänzende Lagebezeichnung „an der B 65“. Genutzt wurden Gewerbehallen, die nur angemietet waren.
Der Initiator und Betreiber Uwe Hucke war zu dieser Zeit Mitinhaber des Textilunternehmens Erwin Hucke, eines erfolgreichen Nettelstedter Familienbetriebs; sein Bruder Hans Hucke (1942/43–2016) trat parallel als Funktionär und Mäzen beim Handball-Verein TuS Nettelstedt in Erscheinung.
Nach der englischsprachigen Fachzeitschrift Veteran & Vintage Magazine wurde der Motorrad-Journalist und Technik-Historiker Erwin Tragatsch 1970 zum Direktor des Automuseums Nettelstedt ernannt, ebenso zum Leiter des angeschlossenen Verlags für Automobilbücher und -zeitschriften. Nach dem gleichfalls englischsprachigen Fachmagazin Automobile Quarterly folgte ihm 1971 Hans-Wolf Schneider („Hawe“ Schneider) als Museumsdirektor nach; zuvor hatte er Erfolge als Jazzmusiker in West-Berlin gefeiert. Nach dieser Quelle umfasste die Sammlung zu jener Zeit einhundert Fahrzeuge, wovon jedoch „nur“ 58 für das Publikum zu besichtigen waren.
Uwe Hucke entwickelte sich parallel zu einem Liebhaber und Kenner der Molsheimer Automobilmarke Bugatti. Durch Markentreffen wurde das Automuseum Nettelstedt in der Folge „zum Mekka vieler, nicht nur deutscher Bugattisten.“

### Einzelheiten zur Aufnahme des Museumsbetriebs
Seit wann genau das Automuseum Nettelstedt bestand, ist nicht eindeutig belegt. Nach einer Quelle eröffnete es Hucke im Frühjahr 1968. Eine andere Quelle nennt den Juni 1968, eine dritte Quelle legt 1967 nahe. Eine weitere Quelle führt das Museum unter der Anschrift „Rietkampstr. 415“ und dem Leiter Erwin Tragatsch; sie ist – insoweit abweichend von den übrigen Quellen – bereits auf 1958 datiert.

### Einzelheiten zum Museumsende
Der Museumsbetrieb endete am 5. November 1972, weil der Vermieter die Räume ab 1973 industriell nutzen wollte. Bereits im Juli 1972 war berichtet worden, dass im benachbarten Bad Oeynhausen ein neues Museum für alte Motorräder entstehen sollte. Uwe Hucke schloss sich daraufhin mit dem Kraftfahrzeugliebhaber Willy Helmerding zum Aufbau dieses neuen Fahrzeugmuseums zusammen. Die Planungen sahen 100 Automobile und 150 Motorräder vor. Es öffnete schließlich am 21. April 1973 unter der Adresse „Weserstraße 142, 4970 Bad Oeynhausen“, unmittelbar an der Autobahnanschlussstelle Bad Oeynhausen. Der Name lautete zunächst Deutsches Auto + Motorrad Museum beziehungsweise nur Auto + Motorrad Museum, später Motor Technica Museum Bad Oeynhausen und es galt als Nachfolger des Automuseums Nettelstedt.
In einzelnen fremdsprachigen Veröffentlichungen wird fälschlich angegeben, dass das Automuseum Nettelstedt noch 1977 bestanden habe.

## Ehemaliger Fahrzeugbestand

### Übersicht

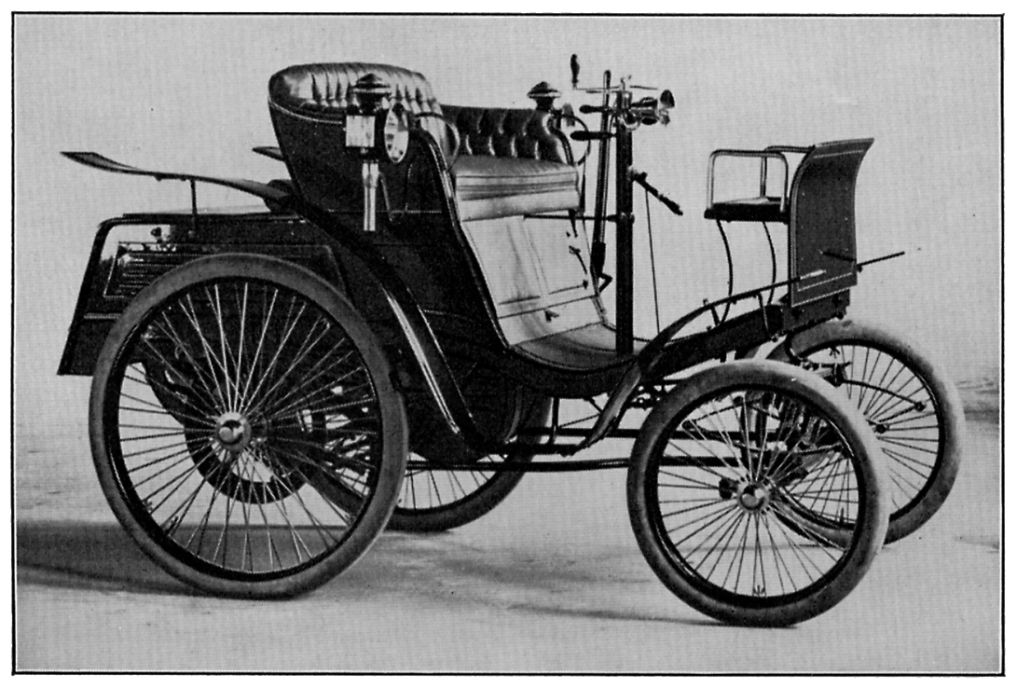
Eines der ältesten Modelle im Automuseum Nettelstedt, ein Benz Velo Comfortable

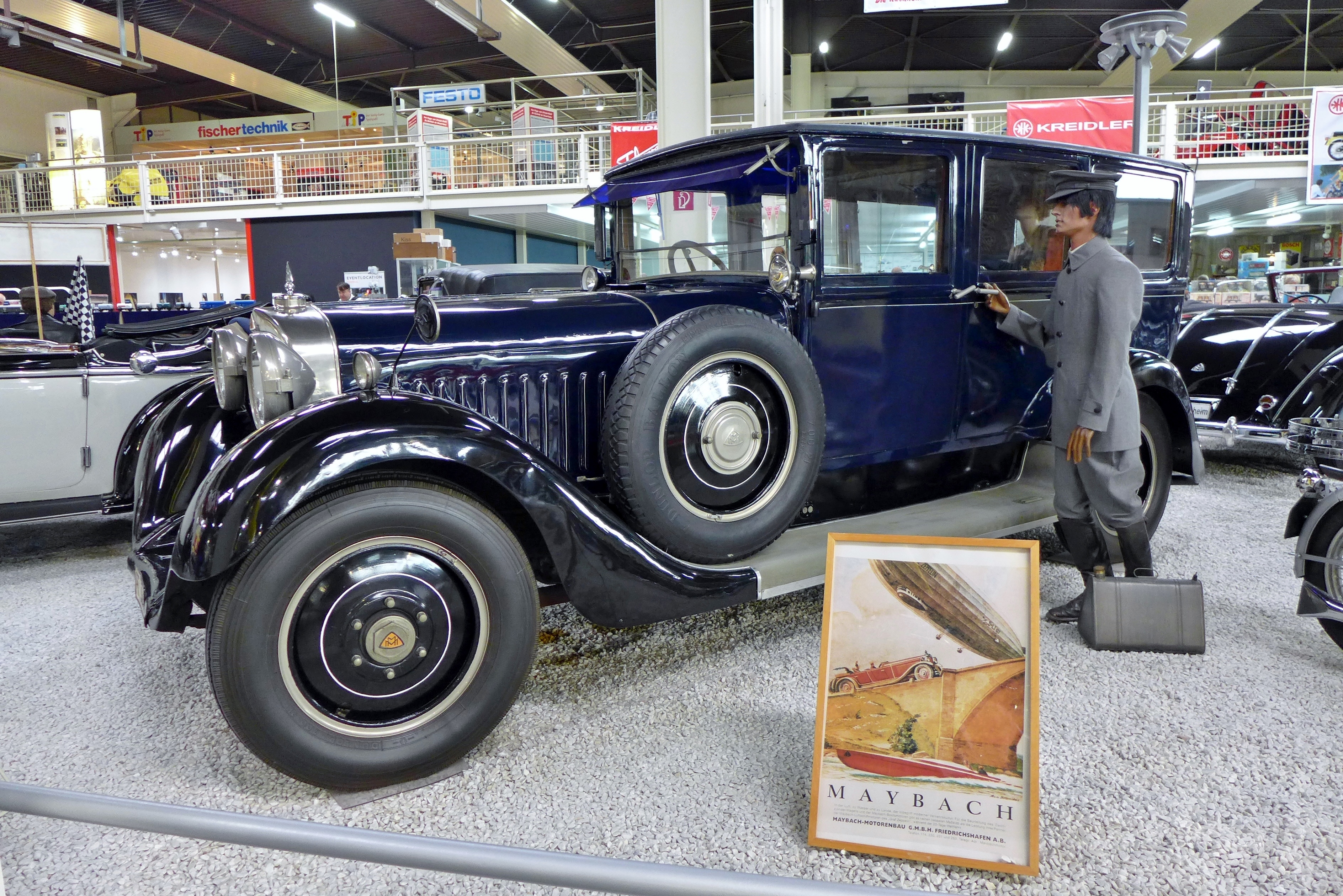
Der vermutlich älteste erhaltene Maybach, ein W 5 von 1926, früher in Nettelstedt, heute in Sinsheim

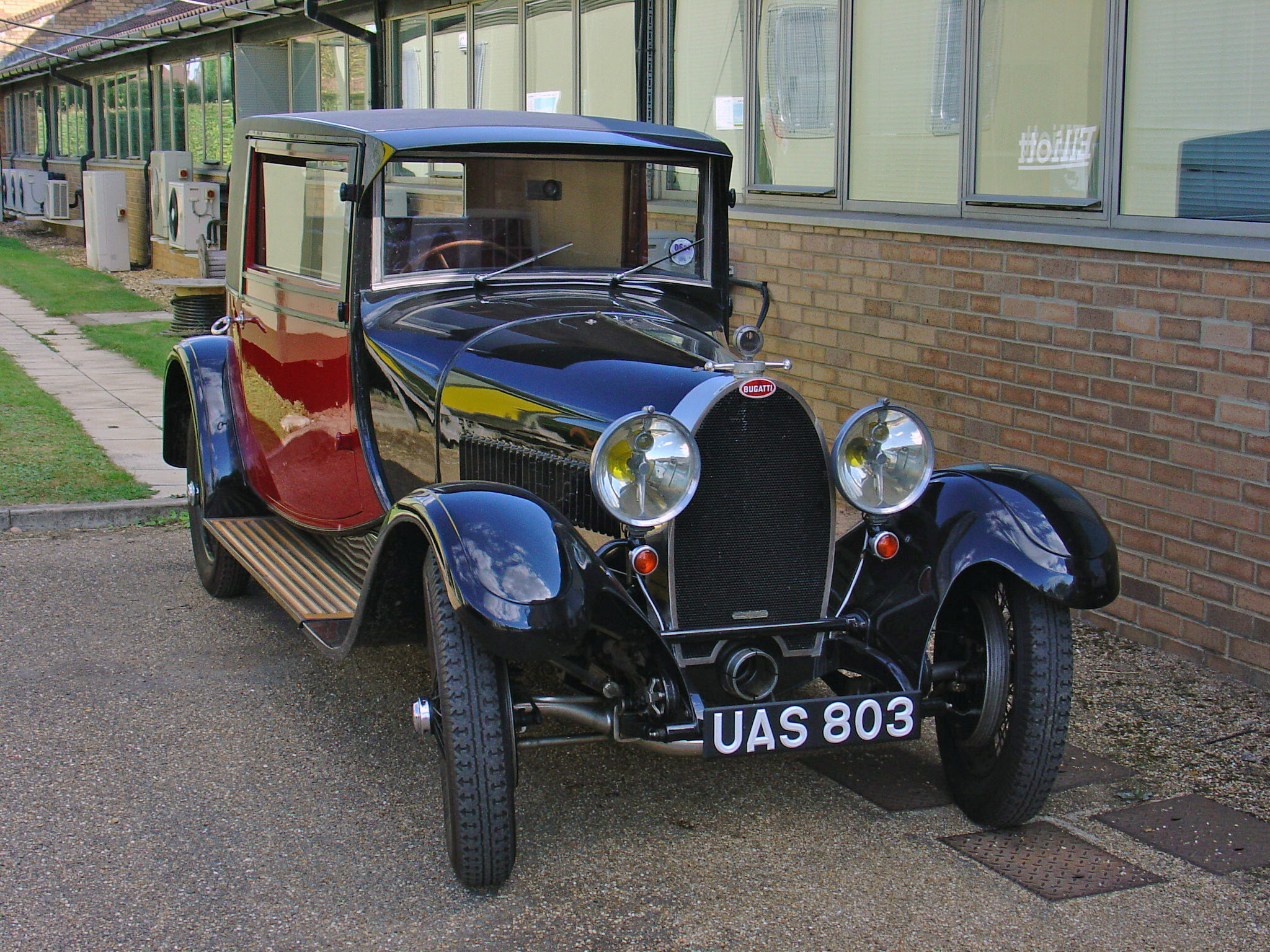
Das vormals in Nettelstedt ausgestellte Bugatti Type 44 „Fiacre“ Coupé von 1929

Zum Fahrzeugbestand gehörten insbesondere ein Maybach W 5, ein Benz Velo Comfortable, ein Renault Type CI, ein Daimler Phönix sowie Automobile von Dürkopp, De Dion-Bouton, Wanderer, Veritas, Talbot, Simson Supra und Alvis. Einen Schwerpunkt bildeten Automobile, deren Motor mittels eines Kompressors aufgeladen war, so ein frontgetriebener Alvis FWD, ein Mercedes-Benz Typ 380 und ein Mercedes-Benz Typ SS. Ein weiterer Schwerpunkt lag auf Automobilen der Marke Bugatti. Eines der ältesten Kraftfahrzeuge der Sammlung war ein Seck des Konstrukteurs Willy Seck von 1898 nach dem System Benz & Cie.
Ausweislich von Ansichtskarten und Fotografien aus verschiedenen Epochen gehörten zumindest zeitweilig auch ein Adler Typ 10/50 von 1925 zum Museumsbestand, ein Alvis Speed 20, ein Aston Martin Typ International, ein BMW 315/1 und ein BMW 327. Von Bugatti waren ein frühes Fahrzeug von 1914 zu besichtigen, zwei Type 44 (ein Roadster von 1928 und ein Coupé von 1929) sowie ein Type 57 mit Cabriolet-Aufbau. Ebenfalls zur Sammlung gehörten ein Cooper-Rennwagen für die Formel 2, ein Darracq Typ 13, ein Dürkopp Typ P 16 von 1917, ein Ford Modell T von 1919 und ein Hanomag 2/10 PS („Kommißbrot“) von 1924. Weitere Ausstellungsstücke waren ein Le Zèbre Typ C, ein Lion-Peugeot VC, ein Maybach SW 38, ein Peugeot Bébé, ein Salmson Grand Prix sowie Personenwagen von Berliet, Hispano-Suiza, Horch und Panhard & Levassor.

### Details zu einzelnen Sammlungsstücken
Ein weiteres Ausstellungsstück war ein Dürkopp ND 10/24 PS Doppelphaeton von 1909 mit einer Karosserie von Karmann aus Osnabrück. Er war 1962 aus der Deutschen Demokratischen Republik „importiert“ worden und gilt als das wahrscheinlich älteste noch existierende Fahrzeug mit Karmann-Aufbau.
Eines der „Glanzstücke“ des Automuseums Nettelstedt war ab 1970 ein Maybach W 5 von 1926, karossiert als Pullman-Limousine, 1928 aufgewertet zum W 5 SG. Der vermutlich älteste erhaltene Maybach gehörte ursprünglich dem Bad Emser Leibarzt des Sängers Enrico Caruso.
Zum Bestand des Museums gehörte Ende der 1960er- bis in die 1970er-Jahre auch der Rennsportwagen Ferrari 250 LM mit der Chassis-Nummer 5905 von 1964 (einer von nur 32 Exemplaren). Das Fahrzeug war ursprünglich an den Schweizer Rennfahrer Heini Walter und den Rennstall Ecurie Filipinetti in Genf ausgeliefert worden und besaß nach einem Rennunfall eine neu aufgebaute Coupé-Karosserie von Franco Sbarro, der damals noch Chefmechaniker des Rennstalls war. In Nettelstedt war der Sportwagen völlig zerlegt, um eine Restaurierung vorzubereiten.
Nach einer Quelle 1973, tatsächlich offenbar schon früher erwarb Uwe Hucke ein Bugatti Type 44 „Fiacre“ Coupé von 1929 mit einer seltenen und ungewöhnlichen Werkskarosserie, die Jean Bugatti entworfen hatte, der Sohn des Unternehmensgründers. Das Fahrzeug war fortan bis zur Schließung im Automuseum Nettelstedt ausgestellt.

### Zum Verbleib der Fahrzeuge nach der Auflösung des Museums
Unklar ist, wo viele Fahrzeuge nach der Auflösung des Automuseums Nettelstedt verblieben. Die meisten wechselten zunächst in das Museum nach Bad Oeynhausen. Spätestens mit der Einstellung des dortigen Museumsbetriebs wurden manche Fahrzeuge einzeln an Sammler veräußert, andere gruppenweise mit thematischen Schwerpunkten an andere Sammlungen. Mehrere übernahm zunächst Huckes Partner Helmerding. Der Dürkopp ND 10/24 PS gelangte über mehrere Zwischenstationen 1985 in das Werksmuseum der Dürkopp Adler AG in Bielefeld. Der Maybach W 5 von 1926 kam Mitte der 1980er-Jahre in das Auto- und Technikmuseum Sinsheim. Den zwischenzeitlich in Bad Oeynhausen ausgestellten, zerlegten Ferrari 250 LM erwarb gegen Mitte der 1970er-Jahre der für Chevrolet in den Vereinigten Staaten und für Opel in Rüsselsheim tätige Automobil-Designer Henry „Hank“ Haga, der ihn komplett restaurieren ließ und im historischen Motorsport einsetzte; der Wagen, der später durch mehrere Sammlerhände ging, existiert bis heute.
Auch das Bugatti Type 44 „Fiacre“ Coupé von 1929 wechselte später in den Bestand des Automuseums in Bad Oeynhausen und in das Eigentum des Museumsbetreibers und Sammlers Helmerding. Nach weiteren Stationen stand das Fahrzeug im Januar 2010 durch das Auktionshaus Bonhams in Paris mit einem Schätzpreis von 220.000 bis 260.000 Euro zur Versteigerung.

## DerVerlag Automuseum Nettelstedtund sonstige Publikationen des Museums
Neben der Schausammlung unterhielt das Museum einen eigenen Verlag, den Verlag Automuseum Nettelstedt.

### Bücher
Dort erschien insbesondere das aufwendige Fachbuch:
- Michael Graf Wolff Metternich: Die Geschichte der Maybach-Automobile / The History of the Maybach Automobile / Das Maybach-Register. Nettelstedt, ohne Jahr (je nach Quelle um 1967, um 1970 oder 1973), ohne ISBN (deutsch/englisch).

Dieses Fachbuch galt neben der Werksveröffentlichung 50 Jahre Maybach / 50 Years of Maybach – 1909–1959, Maybach-Motorenbau GmbH, Friedrichshafen, um 1960, ohne ISBN (deutsch/englisch) lange Zeit als Standardwerk für Maybach-Automobile und -Motoren.

### Zeitschriften(Automobil Chronik)
Daneben verlegte der Verlag Automuseum Nettelstedt von der ersten Ausgabe im Januar 1972 an bis einschließlich Juli 1972 das Oldtimermagazin Automobil Chronik – Die Zeitschrift für Freunde klassischer und historischer Fahrzeuge, das in dieser Periode unmittelbar durch das Museum herausgegeben wurde. Chefredakteur war in dieser Phase Erwin Tragatsch; maßgebliche Autoren waren der Journalist und Sachbuchautor Hans-Heinrich von Fersen, der Motorsport-Journalist und ehemalige Rennfahrer Richard von Frankenberg, der österreichische Motorradhistoriker Helmut Krackowizer, Michael Graf Wolff Metternich, Hans-Otto Neubauer und Wolfgang Schmarbeck. Die Anzeigen-Akquise und der Vertrieb der Automobil Chronik des Automuseums Nettelstedt oblagen der Mi-a-zet Werbeagentur GmbH. Die Automobil Chronik war damit die erste reine Oldtimerzeitschrift in Deutschland.
Bei den weiteren Monatsausgaben des Jahres 1972 fungierte sodann die eigens gegründete Automobil Chronik Verlags & Vertriebs GmbH & Co. KG als Verlag und Herausgeber des Magazins. Ab Januar 1973 übernahm Halwart Schrader mit dem Verlag Schrader & Partner die Leitung der Zeitschrift, die fortan als Automobil und Motorrad Chronik erschien und schließlich mit der Motor Klassik ab 1984 einen inoffiziellen Nachfolger fand.

### Ansichtskarten und Plakate mit Automobilen der Sammlung
Ferner gab das Automuseum Nettelstedt zu verschiedenen Zeiten zahlreiche Ansichtskarten heraus, auf denen einzelne der ausgestellten Fahrzeuge abgebildet sind. Hergestellt wurden sie bei Cramers Kunstanstalt KG in Dortmund. Viele der Fahrzeugbilder waren auch als großformatige Poster erhältlich.

### Zigarren-Banderolen mit Automobilen der Sammlung
In Kooperation mit der Zigarren- und Zigarillo-Fabrik Josef Hellhake GmbH & Co. KG aus der östlich angrenzenden Gemeinde Hille im Kreis Minden-Lübbecke (Marke: Helha) vertrieb das Automuseum Nettelstedt Zigarren mit speziellen Banderolen: Die Bilder auf den Bauchbinden zeigen sechs verschiedene Automobile aus dem Museum: den Adler, den Alvis Speed 20, den BMW 327, einen frühen Bugatti, den Hispano-Suiza und den Lion-Peugeot.

## Bedeutung für die Museumslandschaft
Von großer Bedeutung war das Automuseum Nettelstedt bei der Gründung des Deutschen Auto-Museums Schloss Langenburg 1970 in Württemberg durch den Motorsportjournalisten und ehemaligen Rennfahrer Richard von Frankenberg und den Adelsnachkommen Kraft zu Hohenlohe-Langenburg: Da von Frankenbergs Sammlungsgrundstock nicht ausreichte, stellte das Automuseum Nettelstedt als damals größtes deutsches Automobilmuseum – neben den Werksmuseen von Porsche, Mercedes-Benz und den NSU Motorenwerken – diverse Fahrzeuge vorwiegend aus den 1920er- und 30er-Jahren als Leihgabe zur Verfügung.
Im Jahr 1972 thematisierte der deutsche Journalist Rudolf Augstein im Nachrichtenmagazin Der Spiegel das wachsende Interesse an (bundes-)deutschen Automuseen und deren zunehmende Bedeutung. Als positive Beispiele stellte er zum einen das Automuseum Schloss Langenburg mit damals 44 ausgestellten Oldtimern heraus, das kurz zuvor die Ausstellungsfläche um eine frühere Scheune ausgeweitet hatte; zum anderen hob er das Automuseum Nettelstedt, für das er fünfzig ausgestellte Fahrzeuge nennt, sowie die kurz zuvor dort aufgelegte Fachzeitschrift Automobil Chronik hervor. Andererseits verwies er zum Potenzial auf Automuseen in den Vereinigten Staaten wie das National Automobile Museum in Reno in Nevada, die William Harrah Collection des US-amerikanischen Unternehmers William F. Harrah (1911–1978) mit damals 1300 Fahrzeugen.

## Vermarktung und Tourismus
Das Automuseum Nettelstedt wurde auch als „Denkmal der Straße“ vermarktet. Für Gruppen und Vereine bot das Verkehrsamt der Stadt Minden jedenfalls 1972 ein spezielles Veranstaltungspaket an: Es kombinierte den Besuch des Automuseums Nettelstedt und eine Eisenbahn-Fahrt mit Start- und Endpunkt Minden in einer Oldtimer-Kleinbahn mit Fassbier-Ausschank.

## Erwähnungen in Publikationen Dritter
Mehrfach wurde das Automuseum Nettelstedt in zeitgenössischen und späteren Publikationen erwähnt, teils als Herausgeber und Verlag für Automobilliteratur, teils in Zusammenhang mit einzelnen ausgestellten Fahrzeugen, so in der deutschsprachigen Fachliteratur bei:
- N. N., in: Deutsches Bücherverzeichnis. VEB Verlag für Buch- und Bibliothekswesen, Leipzig 1971, S. 184.
- Werner Oswald: Adler-Automobile: 1900–1945 – Geschichte und Typologie einer großen deutschen Automarke vergangener Jahrzehnte. Motorbuch Verlag, Stuttgart 1981, ISBN 978-3-8794-3783-2.
- Halwart Schrader: Deutsche Automobile, Band 1, 1885–1920. Motorbuch Verlag, Stuttgart 2002, ISBN 978-3-6130-2211-9.
- Siegfried Rauch, in: Frank Rönicke (Hrsg.): DKW: Geschichte einer Weltmarke. Motorbuch Verlag, Stuttgart 2007, ISBN 978-3-6130-2815-9.